# جون أ لوجان
جون أ لوجان (بالإنجليزية: John A. Logan)‏ (و. 1826 – 1886 م) هو سياسي، وضابط، ومحامي من الولايات المتحدة الأمريكية . ولد في مورفيسبورو . تولى منصب عضو مجلس الشيوخ الأمريكي، وسيناتور ولاية إلينوي .
وهو عضو في الحزب الديمقراطي الأمريكي، والحزب الجمهوري .
توفي في واشنطن العاصمة .

## روابط خارجية
- جون أ لوجان على موقع الموسوعة البريطانية (الإنجليزية)
- جون أ لوجان على موقع إن إن دي بي (الإنجليزية)